# Sylvie Josserand
Pour les articles homonymes, voir Josserand.
Sylvie Josserand, née le 23 août 1968 à Mâcon, est une avocate, enseignante et personnalité politique française.

## Biographie
Sylvie Josserand naît en août 1968. Elle vit une partie de sa vie en Isère et étudie le droit à l'université de Grenoble[Laquelle ?], où elle passe sa thèse en procédure pénale.
Avocate au barreau de Nîmes depuis 2002, elle est aussi enseignante à l'Université de Nîmes.
Lors de l'élection présidentielle de 1988, elle milite en faveur de François Mitterrand. Elle vote François Hollande à l'élection présidentielle de 2012.
Elle figure en 26e position sur la liste du Rassemblement national aux élections européennes de 2024, conduite par Jordan Bardella.
Lors des élections législatives anticipées qui suivent, elle est élue députée de la 6e circonscription du Gard au second tour face à Nicolas Cadène (Les Écologistes), en obtenant 51,40 % des suffrages exprimés. Sa suppléante est la conseillère municipale de Nîmes Laurence Gardet. La trente-deuxième personne de la liste RN, Séverine Werbrouck, occupera son siège au Parlement européen.

## Publication
- L'impartialité du magistrat en procédure pénale, 1998, 676 p. (présentation en ligne) (thèse de doctorat)